# Ebe Stignani
Ebe Stignani (Napoli, 11 luglio 1903 – Imola, 6 ottobre 1974) è stata un mezzosoprano italiano.

## Biografia

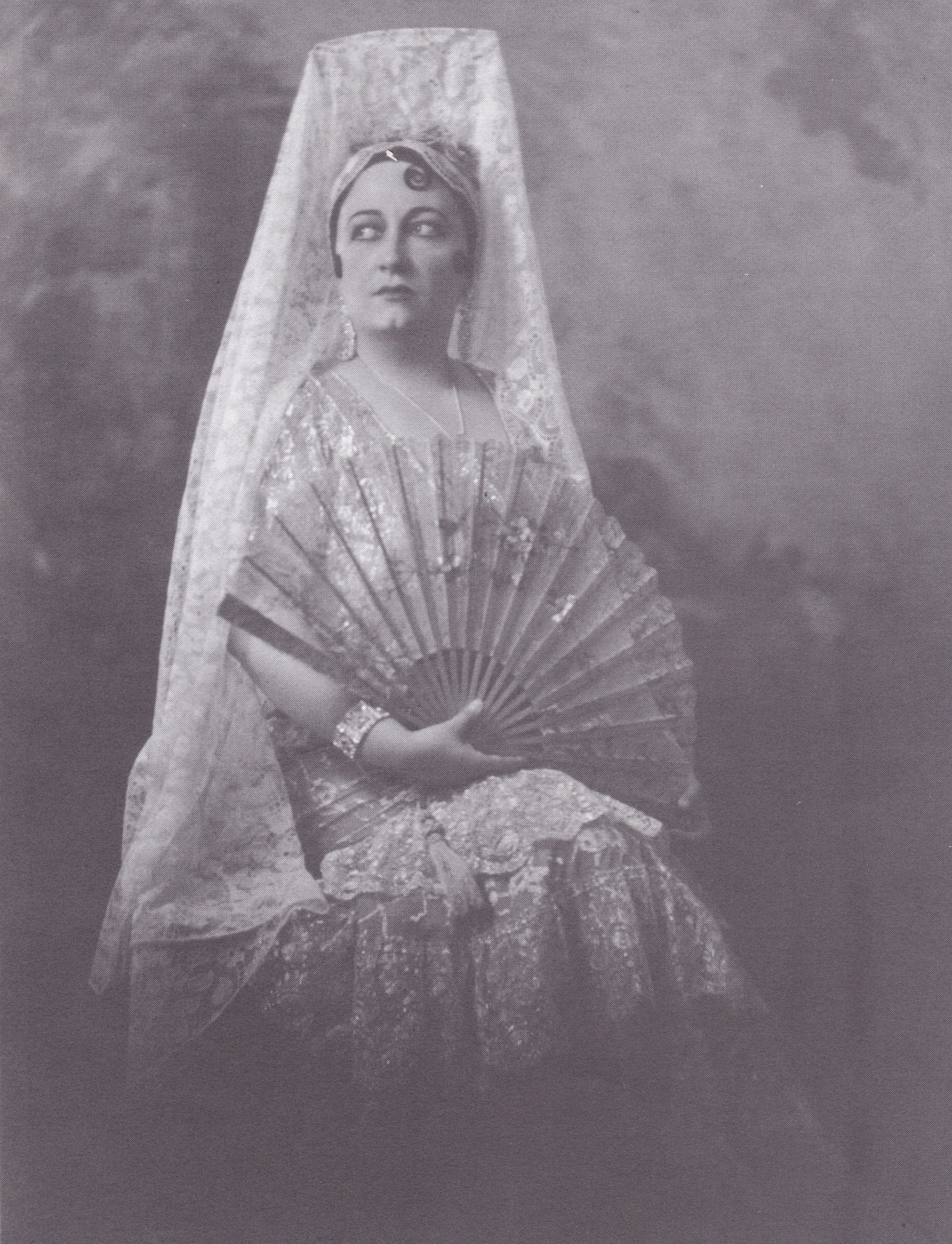
Ebe Stignani, protagonista di «Carmen»

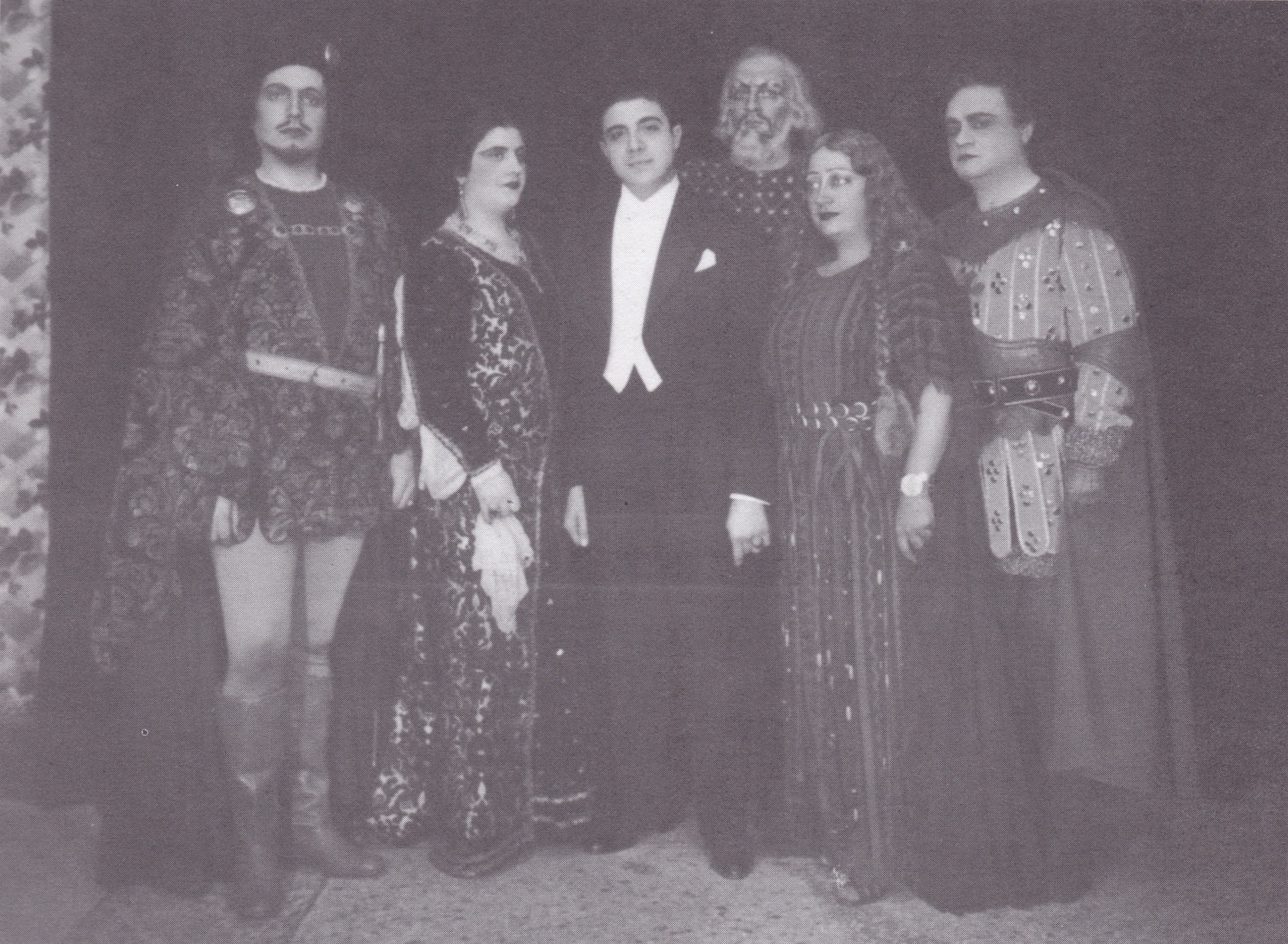
Gino Bechi, Maria Caniglia, Oliviero De Fabritiis (direttore), Italo Tajo, Ebe Stignani e Beniamino Gigli. Roma, 1939, Teatro Reale dell'Opera

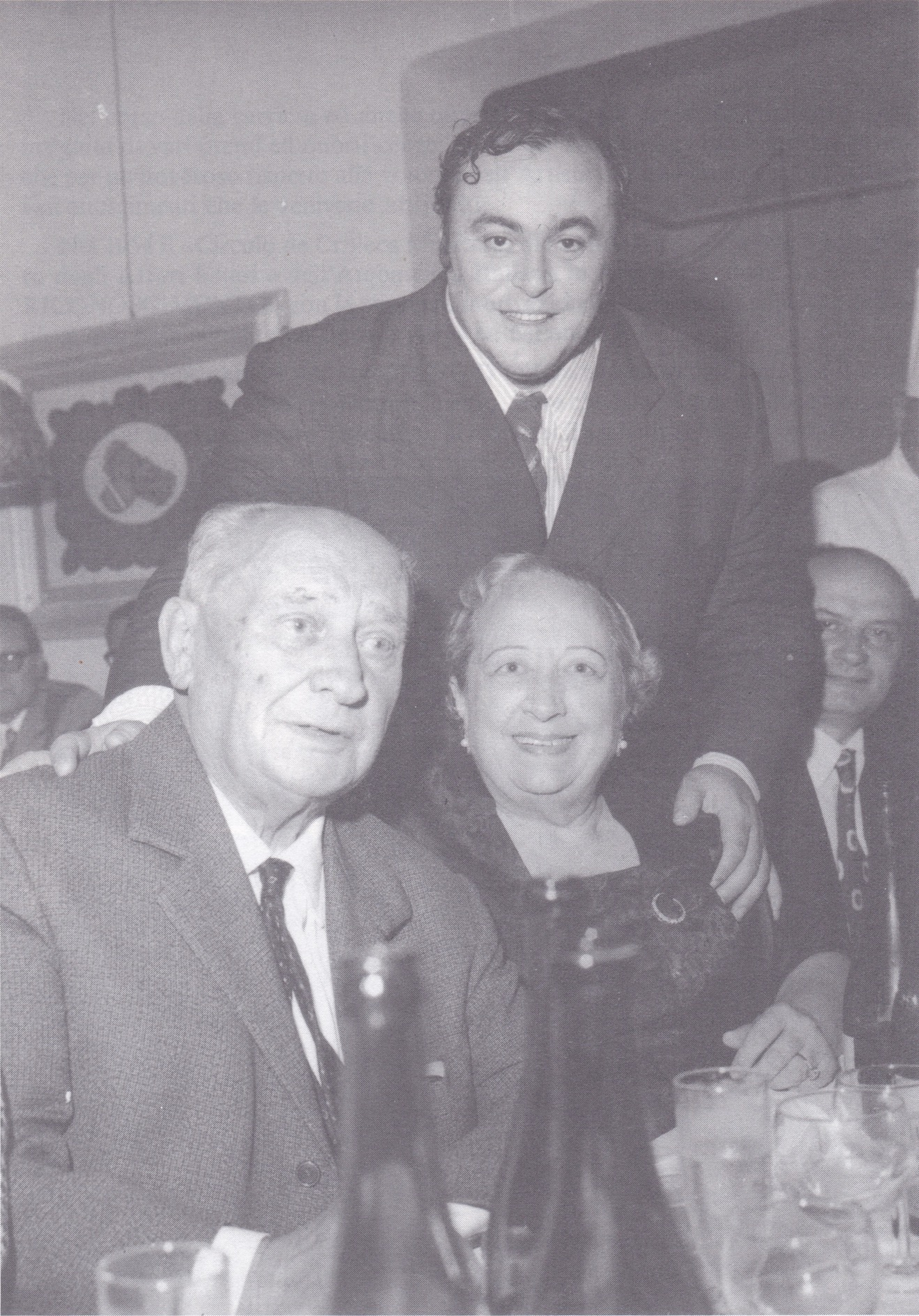
Francesco Merli, Ebe Stignani e Luciano Pavarotti in una serata al ristorante San Domenico. In quella serata Ebe Stignani venne premiata con la Targa d'Oro dal Comune d'Imola (Imola, 29 settembre 1971)

Nasce da famiglia romagnola originaria di Bagnacavallo. Vive a Napoli gli anni dell'infanzia e della giovinezza. Nel 1916, a 13 anni, si iscrive al Conservatorio San Pietro a Majella, dove studia pianoforte con Florestano Rossomandi e composizione con Camillo De Nardis. Nel 1923 si diploma in pianoforte e l'anno successivo in canto. Il suo desiderio è diventare insegnante, ma durante un saggio di canto il maestro Pietro Agostino Roche ne scopre le doti vocali e la invita a specializzarsi anche in quella disciplina.
Debutta al Teatro San Carlo di Napoli il 6 gennaio 1925 come Zephira ne Il cavaliere della rosa di Richard Strauss e inizia poi la carriera internazionale esibendosi nei teatri del Sudamerica (specialmente Argentina e Cile), dove diviene in breve tempo uno dei mezzosoprano più richiesti, soprattutto per i ruoli verdiani. È del 1927 la sua prima tournée in America Latina. Nel 1929, a 26 anni, lascia Napoli e si trasferisce a Milano. Fissa la propria dimora principale nella metropoli lombarda in via Monteverdi 1.
Dagli anni trenta al 1956 Ebe Stignani è ospite fissa del Teatro alla Scala, dove viene chiamata da Arturo Toscanini, interpretando svariati ruoli, tra cui Eboli, Adalgisa, Laura, Azucena, Leonora. Inaugura alla Scala almeno venti stagioni d'opera. Canta inoltre al Covent Garden di Londra nel 1937, 1939, 1952, 55 e 57, a San Francisco nel 1938 e 1948, anno in cui canta anche alla Carnegie Hall di New York; si esibisce a Chicago nel 1955. Cosa inusuale per quei tempi, Ebe Stignani non si affida ad un impresario, ma gestisce da sola tutta la contrattualistica della sua carriera. 

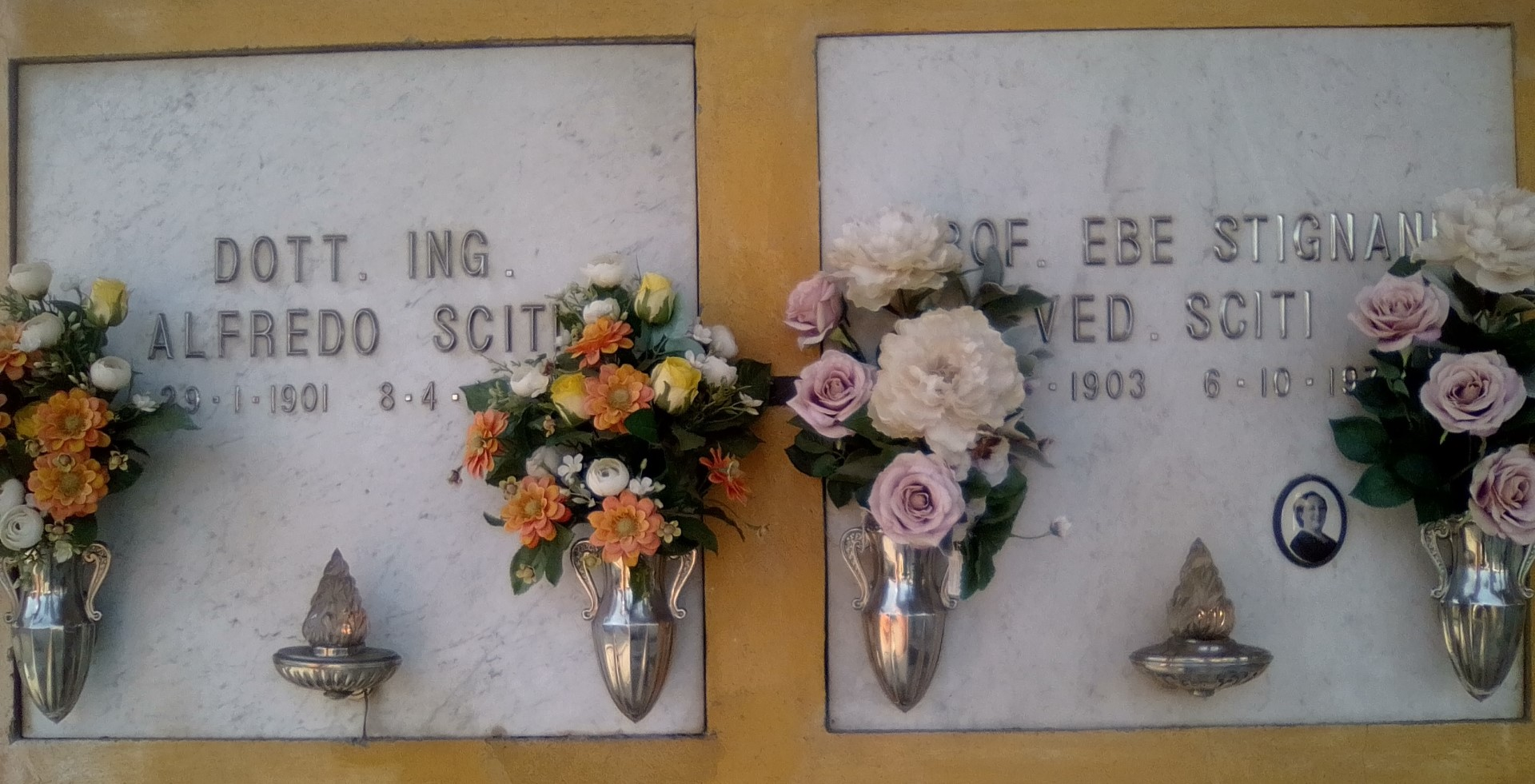
Cimitero di Bagnacavallo, Ebe Stignani riposa al fianco del marito.

Partecipa alle prime rappresentazioni de Le preziose ridicole di Felice Lattuada (Cathos) nel 1929 e di Lucrezia di Ottorino Respighi (Voce) nel 1937. Tra i suoi partner preferiti Beniamino Gigli, Mario Del Monaco, Renata Tebaldi, Maria Callas.
Il 18 ottobre 1941, in piena Seconda guerra mondiale, si sposa ad Imola con l'ingegnere Alfredo Sciti, anch'egli di origine bagnacavallese. Tre anni dopo, dall'unione nasce un figlio, Dino (Imola, 23 maggio 1944). Nel 1953 doppia Lois Maxwell nel film Aida. Nel 1958, in seguito alla scoperta di una malattia a un rene che ne richiede l'asportazione, decide di ritirarsi dalle scene. L'ultima sua esibizione è il 12 aprile 1958 al Gaiety Theatre di Dublino con l'Aida. 
Trascorre a Imola il resto della vita (dove tra l'altro possedeva in Via Emilia Ponente una villa sin dal 1935 dove vivevano stabilmente i genitori). L'8 aprile 1964 muore il marito.

Ebe Stignani muore nel 1974 all'età di 71 anni.
Il 20 dicembre 1977 il consiglio comunale di Imola intitolò alla sua memoria il Teatro comunale.
Nel 2019 le è stata intitolata la sala principale del ridotto del Teatro Goldoni di Bagnacavallo.

## Vocalità e personalità interpretativa
Definita "una delle più grandi cantanti italiane di sempre" e "una delle più belle voci di mezzo soprano italiane", era dotata di una voce di bellissimo timbro, di grande ampiezza ed estensione (dal fa naturale grave al do diesis sovracuto, che le consentì di affrontare anche ruoli scritti per contralto e soprano drammatico) e sorretta da un'eccellente tecnica. Fu musicalmente adatta a tutti gli stili, anche per la sua solida formazione musicale di pianista.

## Repertorio
| Ruolo                   | Titolo                         | Autore      |
| ----------------------- | ------------------------------ | ----------- |
| Adalgisa                | Norma                          | Bellini     |
| Carmen                  | Carmen                         | Bizet       |
| Rubria                  | Nerone                         | Boito       |
| Rosa                    | L'Arlesiana                    | Cilea       |
| Principessa di Bouillon | Adriana Lecouvreur             | Cilea       |
| Elisetta Fidalma        | Il matrimonio segreto          | Cimarosa    |
| Pierotto                | Linda di Chamounix             | Donizetti   |
| Leonora                 | La favorita                    | Donizetti   |
| Madelon                 | Andrea Chénier                 | Giordano    |
| Laldomine               | La cena delle beffe            | Giordano    |
| Orfeo                   | Orfeo ed Euridice              | Gluck       |
| Hänsel                  | Hänsel e Gretel                | Humperdinck |
| Cathos                  | Le preziose ridicole           | Lattuada    |
| Santuzza                | Cavalleria rusticana           | Mascagni    |
| Beppe                   | L'amico Fritz                  | Mascagni    |
| Stella                  | Parisina                       | Mascagni    |
| Fidès                   | Il profeta                     | Meyerbeer   |
| La Musica Silvia        | L'Orfeo                        | Monteverdi  |
| Marina                  | Boris Godunov                  | Musorgskij  |
| Mara                    | Debora e Jaele                 | Pizzetti    |
| Mariola                 | Fra Gherardo                   | Pizzetti    |
| Laura Adorno            | La Gioconda                    | Ponchielli  |
| Nefte                   | Il figliuol prodigo            | Ponchielli  |
| Eudossia                | La fiamma                      | Respighi    |
| La Voce                 | Lucrezia                       | Respighi    |
| Dalila                  | Sansone e Dalila               | Saint-Saëns |
| Gran Vestale            | La Vestale                     | Spontini    |
| Annina                  | Il cavaliere della rosa        | Strauss     |
| Isabella                | L'italiana in Algeri           | Rossini     |
| Rosina                  | Il barbiere di Siviglia        | Rossini     |
| Angelina                | La Cenerentola                 | Rossini     |
| Arsace                  | Semiramide                     | Rossini     |
| Mignon                  | Mignon                         | Thomas      |
| Cuniza                  | Oberto, conte di San Bonifacio | Verdi       |
| Fenena                  | Nabucco                        | Verdi       |
| Maddalena               | Rigoletto                      | Verdi       |
| Azucena                 | Il trovatore                   | Verdi       |
| Ulrica                  | Un ballo in maschera           | Verdi       |
| Preziosilla             | La forza del destino           | Verdi       |
| Principessa d'Eboli     | Don Carlo                      | Verdi       |
| Amneris                 | Aida                           | Verdi       |
| Meg Page Mrs. Quickly   | Falstaff                       | Verdi       |
| Ortruda                 | Lohengrin                      | Wagner      |
| Gutrune                 | Il crepuscolo degli dei        | Wagner      |
| Brangania               | Tristano e Isotta              | Wagner      |
| Annetta                 | Il franco cacciatore           | Weber       |
| Fatima                  | Oberon                         | Weber       |

## Discografia

### Incisioni in studio
- Ponchielli - La Gioconda - Arangi Lombardi, Granda, Viviani, Stignani, Zambelli, Rota - Dir. Molajoli - Columbia 1931
- Bellini - Norma - Cigna, Stignani, Breviario, Pasero - Dir. Gui - Cetra 1937
- Verdi - Requiem - Caniglia, Gigli, Stignani, Pinza - Dir. Serafin - EMI 1939
- Verdi - La forza del destino - Caniglia, Masini, Tagliabue, Stignani, Pasero - Dir. Marinuzzi - Cetra 1941
- Verdi - Aida - Caniglia, Gigli, Stignani, Bechi, Pasero - Dir. Serafin - EMI 1946
- Bizet - Carmen (in ital.) - Stignani, Gigli, Bechi, Rina Gigli - Dir. Bellezza - EMI 1949
- Verdi - Don Carlo - Picchi, Caniglia, Rossi- Lemeni, Silveri, Stignani, Neri - Dir. Previtali - Cetra 1951
- Verdi - Aida - Tebaldi, Del Monaco, Stignani, Protti, Caselli - Dir. Erede - Decca 1952
- Bellini - Norma - Callas, Stignani, Filippeschi, Rossi-Lemeni - Dir. Serafin - Columbia/EMI 1954
- Cimarosa - Il matrimonio segreto - Sciutti, Stignani, Alva, Badioli, Ratti - Dir. Sanzogno - Columbia/EMI 1956

### Registrazioni dal vivo
- Verdi - Aida (selez.) - Cigna, Gigli, Stignani, Nava, Pasero - Dir. De Sabata - Vienna 1937 ed. GOP/Eklipse
- Verdi - Aida - Caniglia, Gigli, Stignani, Borgioli, Zambelli - Dir. Beecham - Londra 1939 ed. Eklipse/Arkadia/Cantus Classic
- Verdi - Requiem - Caniglia, Gigli, Stignani, Pasero - Dir. De Sabata - 1940 E.I.A.R.
- Mozart - Requiem - Tassinari, Tagliavini, Stignani, Tajo - Dir. De Sabata - Roma 1941 ed. Naxos Historical
- Bellini - Norma - Callas, Stignani, Picchi, Vaghi - Dir. Gui - Londra 1952 ed. Melodram/Legato/EMI
- Bellini - Norma - Pedrini, Stignani, Penno, Neri - Dir. Molinari Pradelli - Napoli 1952 ed. Melodram/GOP
- Verdi - Il trovatore - Penno, Callas, Tagliabue, Stignani, Dir. Votto - La Scala 1953 ed. Myto
- Verdi - Aida - Tebaldi, Penno, Stignani, Savarese, Neri, dir. Serafin - Napoli 1953 ed. Edizione Lirica/Lyric Distributioni
- Spontini - La Vestale - Callas, Corelli, Sordello, Stignani, Rossi-Lemeni, Dir. Votto - La Scala 1954 ed. Melodram/IDIS
- Bellini - Norma - Callas, Stignani, Del Monaco, Modesti - Dir. Serafin - RAI-Roma 1955 ed. GOP/Myto/Opera D'Oro
- Saint-Saëns - Samson et Dalila (in ital.) - Stignani, Vinay, Manca Serra - Dir. Rieger - Napoli 1955 ed. Bongiovanni/Walhall
- Gluck - Orfeo ed Euridice - Stignani, Orel, Rizzoli, dir. Pedrotti - RAI-Milano 1956 ed. Eklipse
- Verdi - Aida - Stella, Di Stefano, Stignani, Guelfi, Zaccaria - Dir. Votto - La Scala 1956 ed. Paragon/Legato Classics/GOP
- Ponchielli - La Gioconda - Cerquetti, Poggi, Bastianini, Stignani, Modesti - Dir. Tieri - Firenze 1956 ed. Myto
- Verdi - Un ballo in maschera - Di Stefano, Stella, Bastianini, Stignani - Dir. Gavazzeni - La Scala 1956 ed. Myto
- Verdi - Un ballo in Maschera - Tagliavini, Stella, Taddei, Stignani - Dir. Molinari Pradelli - Napoli 1956 ed. Opera Lovers
- Verdi - Un ballo in maschera - Cerquetti, Poggi, Bastianini, Stignani - Dir. Tieri - Firenze 1957 ed. SRO

## Riconoscimenti
- Cittadinanza onoraria conferita dalla Città di San Francisco;
- Cavalierato della Repubblica del Portogallo;
- Membro dell'Accademia Tiberina;
- Orfeo d'oro conferito dalla Città di Mantova;
- Targa d'oro conferita dal Comune di Imola.

## Premio Ebe Stignani
Nel 2018 si è tenuta a Imola la prima edizione della «Masterclass Internazionale di Canto Lirico “Ebe Stignani”». Ad essa è stato abbinato un concorso lirico internazionale per giovani cantanti lirici. La manifestazione è stata organizzata dal Teatro comunale d'Imola e dalla Scuola di Musica "Vassura-Baroncini" di Imola, in collaborazione con l'associazione culturale Internationaler Musikverein Ebe Stignani di Monaco di Baviera.